# Hugo Gustrin
Hugo Frithiof Gustrin, född 6 september 1873 i Göteborg, död 5 augusti 1937 i Stockholm, var en svensk apotekare.
Hugo Gustrin var son till sjökaptenen Frithiof Gustrin och brorson till Emil Finneve Gustrin. Han blev apotekselev 1891, avlade farmacie studiosiexamen 1894 och apotekarexamen 1902. Gustrin tjänstgjorde vid olika apotek i Stockholm 1902–1904 och vid apoteket i Sandviken, tidvis som föreståndare, 1904–1918 samt erhöll 1918 privilegium på apoteket i Övertorneå, på apoteket Pantern i Karlskrona 1925 och på apoteket Ekorren i Älvsjö 1932. Han innehade flera uppdrag inom apotekarkåren, bland annat vara han ordförande i Gävleborgs-Dalakrtesen av Sveriges farmaceutförbund 1906–1918 och som vice ordförande i förbundets fullmäktige 1910–1918. Gustrin redigerade Framaceutiska föreningens tidskrift 1903 och Svensk apotekstidning 1904 samt publicerade bland annat Den farmaceutiska utbildningen i Italien (1925). Han var ledamot av Gävleborgs läns landsting 1918–1919 och ledamot av Övertorneå kommunalfullmäktige 1919–1925 varav 1923–1925 som vice ordförande. Gustrin är begravd på Breviks kyrkogård.